# Кинонаграда MTV Russia за лучшую комедийную роль
Кинонаграда MTV Russia за лучшую комедийную роль вручалась ежегодно каналом MTV Россия с 2006 по 2009 года.

## Список лауреатов и номинантов
★ Победители выделены цветом. 
| Год  | Церемония | Фотография лауреата | Актёр                   | Фильм                         | Роль                      |
| ---- | --------- | ------------------- | ----------------------- | ----------------------------- | ------------------------- |
| 2006 | 1-я       |                     | ★ Дмитрий Дюжев         | «Жмурки»                      | Семён («Саймон»)          |
| 2006 | 1-я       | • Марат Башаров     | «Турецкий гамбит»       | Митя Гриднев                  |                           |
| 2006 | 1-я       | • Александр Лыков   | «9 рота»                | Майор, сапер-инструктор       |                           |
| 2006 | 1-я       | • Никита Михалков   | «Жмурки»                | Сергей Михайлович («Михалыч») |                           |
| 2006 | 1-я       | • Евгений Стычкин   | «От 180 и выше»         | Костик                        |                           |
| 2007 | 2-я       |                     | ★ Владимир Толоконников | «}{0ТТ@БЬ)Ч»                  | Старик Хоттабыч           |
| 2007 | 2-я       | • Дэни Дадаев       | «Жара»                  | Дэни                          |                           |
| 2007 | 2-я       | • Михаил Ефремов    | «Точка»                 | Эдик                          |                           |
| 2007 | 2-я       | • Гоша Куценко      | «Дикари»                | Ай-Яй                         |                           |
| 2007 | 2-я       | • Владимир Машков   | «Питер FM»              | Мужик в тапках                |                           |
| 2008 | 3-я       |                     | ★ Константин Хабенский  | «Ирония судьбы. Продолжение»  | Константин Лукашин        |
| 2008 | 3-я       | • Михаил Галустян   | «Самый лучший фильм»    | «Полкило»                     |                           |
| 2008 | 3-я       | • Дмитрий Дюжев     | «Антидурь»              | Виктор Вельмишев              |                           |
| 2008 | 3-я       | • Гоша Куценко      | «Любовь-морковь»        | Андрей Голубев                |                           |
| 2008 | 3-я       | • Иван Ургант       | «Трое и Снежинка»       | Гарик                         |                           |
| 2009 | 4-я       |                     | ★ Дмитрий Дюжев         | «Розыгрыш»                    | физрук Александр Иванович |
| 2009 | 4-я       | • Павел Воля        | «Платон»                | Платон                        |                           |
| 2009 | 4-я       | • Гоша Куценко      | «Любовь-морковь 2»      | Андрей Голубев / Глеб Голубев |                           |
| 2009 | 4-я       | • Оскар Кучера      | «Всё могут короли»      | фотограф Гарик                |                           |
| 2009 | 4-я       | • Михаил Пореченков | «Реальный папа»         | Роман Шило                    |                           |